# Советский Дар
Советский Дар — село в Азовском районе Ростовской области.
Входит в состав Отрадовского сельского поселения.

## География
Расположено в 70 км (по дорогам) южнее районного центра — города Азова.
Село находится на правом берегу реки Ея, по которой проходит граница с Краснодарским краем.

### Улицы
- пер. Степной,
- пер. Центральный,
- ул. Молодёжная,
- ул. Набережная,
- ул. Фермеров,
- ул. Широкая.

## Население
| 1989 | 2002 | 2010 |
| ---- | ---- | ---- |
| 254  | ↘223 | ↘187 |

## Достопримечательности
К территории села Советский Дар примыкают археологические памятники. Всем им присвоена местная категория охраны согласно Решению Малого Совета облсовета № 301 от 18 ноября 1992 года.
- Курган «Царев-Дар-9» — памятник археологии, который располагается на расстоянии 1,5 километров северо-восточнее территории села Советский Дар[6].
- Курганный могильник «Царев-Дар-8» (2 насыпи) — памятник археологии, расположен на 1,5 километров севернее, чем территория села Советский Дар[7].
- Курган «Царев-Дар-2» — археологический памятник, его территория находится в 2 километрах от села Советский Дар[8].
- Курганный могильник «Царев-Дар-4» (2 насыпи) — достопримечательность, территория археологического памятника. Расположен на расстоянии 2 километров в сторону запада от пруда, который находится на окраине села Советский Дар[9].
- Курган «Царев-Дар-7» — памятник археологии, расположен в 2 километрах на северо-запад от села Советский Дар[10].
- Курганный могильник «Царев-Дар-3» (2 насыпи) — археологический памятник, территория которого находится в 3 километрах на запад от территории села Советский Дар[11].
- Курганный могильник «Царев-Дар-6» (3 насыпи) — территория археологического памятника, которая расположена на восточной окраине села Советский Дар[12].
- Курганный могильник «Царев-Дар-5» (2 насыпи) — памятник археологии, расположен на северной окраине села Советский Дар[13].
- Курганный могильник «Котелок-1» (3 насыпи) — территория археологического памятника, располагается ниже по течению реки Еи. Территория находится в 4 километрах от села Советский Дар[14].
- Монумент воинам, павшим при освобождении хутора Советский Дар — братская могила, датированная 1943 годом. Объект культурного наследия[15].